# Eréndira
Eréndira (Tzintzuntzan, 1503 - 1530?) was een semi-legendarische prinses van de Purépecha (Tarasken). Haar naam betekent 'glimlach' in het Purépecha
Eréndira leefde ten tijde van de Spaanse verovering van Mexico. Zij zou een Purépecha-edelman beloofd hebben te trouwen wanneer deze erin zou slagen de Spanjaarden van Cristóbal de Olid te verdrijven. De Purépechaheerster Tangáxuan II besloot zijn rijk echter zonder slag of stoot over te geven aan de Spanjaarden. Hierna zou zij de leiding hebben genomen over een groep Purépecha die zich weigerden neer te leggen bij de Spaanse overheersing, en de Spaanse conquistadores voortdurend bleven bestoken. Eréndira slaagde erin een Spaanse ruiter te doden om vervolgens zijn paard te gebruiken in de strijd tegen de Spanjaarden. Over haar dood bestaan verschillende verhalen. Zo zou zijn verliefd zijn geraakt op een Spaanse monnik waarna ze zelfmoord pleegde maar het is ook mogelijk dat zij in het gevecht met de Spanjaarden is gesneuveld.
Eréndira is tegenwoordig een relatief vaak gebruikte meisjesnaam in de Mexicaanse deelstaat Michoacán.